# Kurisumala Ashram
Cette page contient des caractères d'alphasyllabaires indiens. En cas de problème, consultez Aide:Unicode.
Kurisumala Ashram (കുരിശുമല ആശ്രമം, (« Le monastère de la montagne de la croix » en malayalam) est une abbaye cistercienne située à Vagamon (en), dans les montagnes de l’intérieur du Kerala, en Inde du Sud, à environ mille deux cents mètres d'altitude. Fondé de manière indépendante en 1958 par deux moines européens ayant choisi un monachisme indien, l’ashram est affilié à l’Ordre cistercien de la Stricte Observance (trappiste) en 1998.
L'ashram est souvent considéré comme un exemple abouti d'inculturation, à un double titre. Tout d'abord les moines cisterciens ont intégré à leur liturgie et à leur vie quotidienne des éléments provenant de la culture indienne, ou plus spécifiquement de la religion hindoue, ensuite ils ont volontairement choisi un rattachement à l'Église catholique syro-malankare, Église orientale rattachée à Rome mais conservant ses propres rites, et en particulier sa liturgie en araméen, plus précisément en syriaque.

## Fondation
Jean Richard Mahieu, qui prend lors de son entrée chez les trappistes en 1935 le nom de Francis, est un Belge né en 1912. Durant ses études à Londres en 1931, il est marqué par le passage de Gandhi et par son message. Il fait ensuite le choix d'entrer en religion, et se fait moine à Scourmont. Toutefois, il y ressent un appel constant pour partir en Inde. Il y arrive en 1955, participant à la fondation du Saccidananda Ashram et y passant quelques mois, notamment d'études. Lors de la nuit de Noël 1955, Zacharias Mar Athanasios (en), éparque de Archéparchie syro-malankare de Tiruvalla (en), l'invite à fonder un monastère dans son diocèse. Au même moment, K.V. Thomas Pottenkulam donne 88 acres (environ 36 hectares) de terres vierges au sud des Ghats occidentaux,. Le site se trouve environ à quatre mille pieds d'altitude, soit mille deux cent vingt mètres.
Lors de l'invitation, Francis Mahieu est seul. Mais il est vite rejoint par Bede Griffiths (en), un moine bénédictin de Prinknash, ainsi que par deux aspirants indiens. Ensemble ils arrivent le 3 novembre 1957 à Vagamon et construisent un petit monastère prévu pour un maximum de vingt moines. Le monastère est officiellement fondé le 21 mars 1958. Au bout de trois ans, la communauté compte déjà quinze membres,,.

## Développement

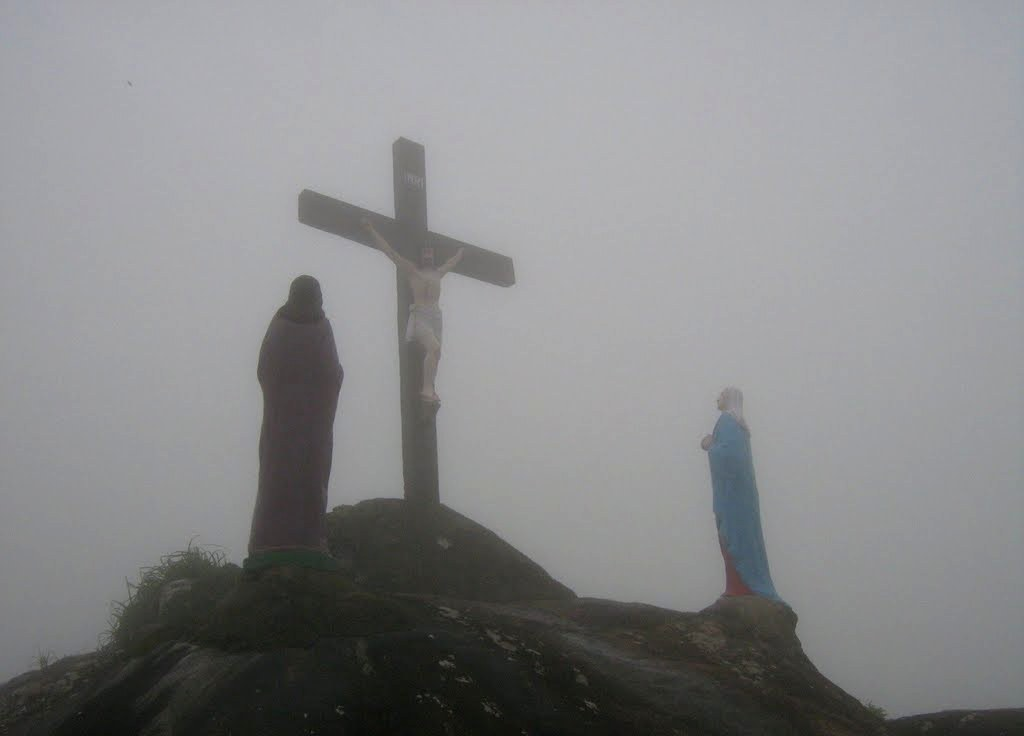
Calvaire au sommet du « Kurisumala » (കുരിശുമല, « Montagne de la croix », environ un kilomètre au sud du monastère).

Les débuts du monastère sont rigoureux, les terres alentour étant à peu près vierges et les bâtiments d'habitation très sommaires. Les conditions climatiques sont particulièrement rigoureuses, avec une très forte intensité des pluies de mousson. La communauté vit en développant l'élevage bovin, mais aménage également le site en créant des terrasses,. Le troupeau de vaches laitières produit environ 1 500 litres de lait quotidiens.
En 1968, Francis Mahieu obtient la nationalité indienne et change son nom de famille en « Acharya ». Cette même année, Bede Griffiths quitte Kurisumala pour rejoindre le monastère de Saccidananda Ashram, qui répond mieux à son aspiration de vie érémitique. À Kurisumala le projet de Francis Mahieu est clairement cénobitique : la vie en communauté y a une grande importance.

## Monastère cistercien

### Communauté
Le 9 juillet 1998, l'ashram de Kurisumala est reconnu comme abbaye cistercienne et rejoint l'Ordre cistercien de la Stricte Observance. Aucune autre abbaye trappiste masculine n'existant en Inde, c'est Tarrawarra, au nord de l'Australie, qui devient l'abbaye-mère de l'ashram. En 2016, la communauté compte dix-sept membres.
Bien qu'intégrée à l'ordre et à la tradition cistercienne, l'ashram a obtenu l'autorisation de vivre certaines spécificités relevant de la tradition indienne des ashram, notamment celle de manger assis par terre, sur une natte, de marcher pieds nus, de porter un habit local. L'inculturation est volontairement recherchée, à la fois par rapport aux coutumes issues des rites syro-malankars et de certains éléments venant de l'hindouisme,.

### Vie de prière

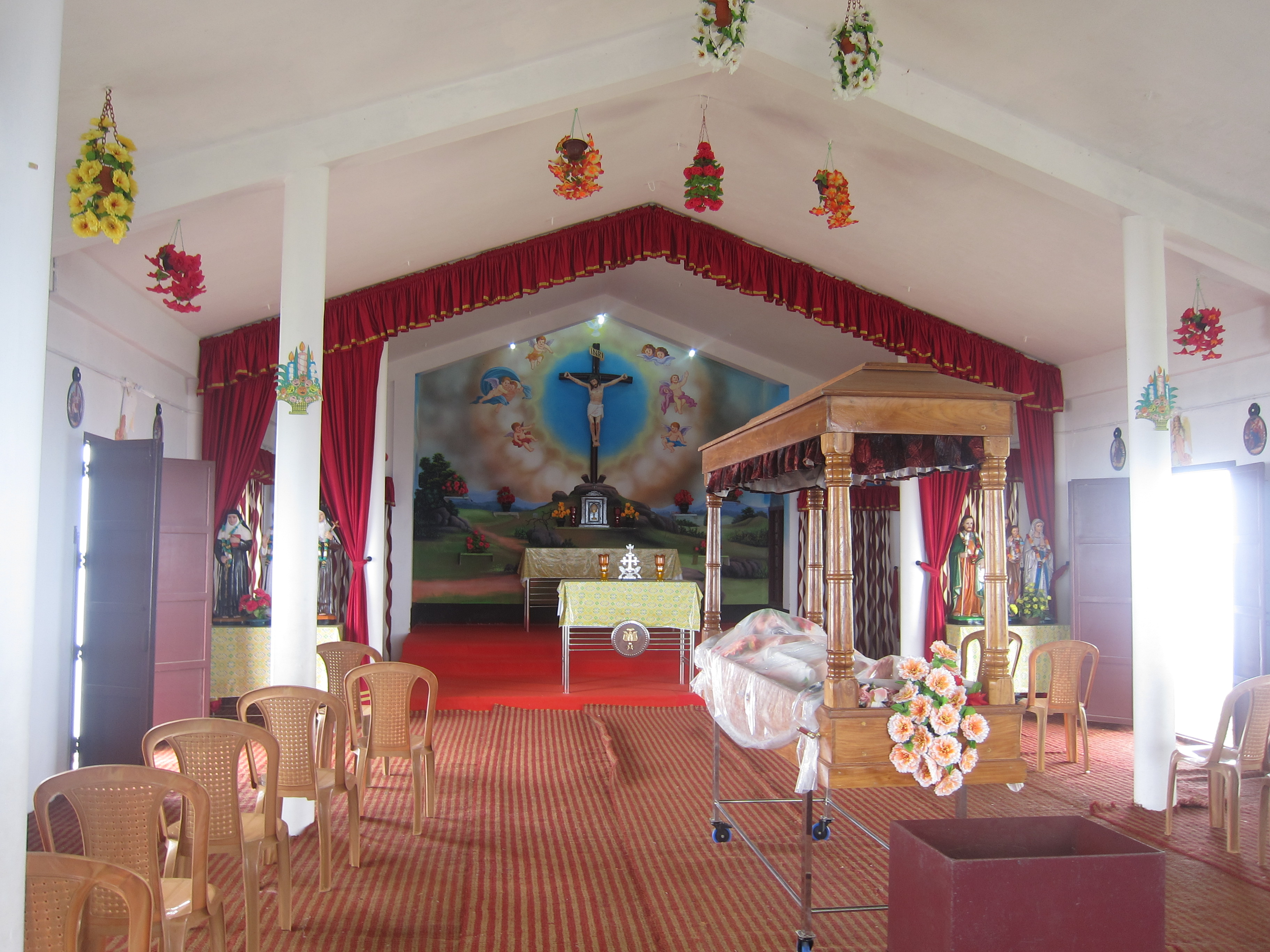
Intérieur de la chapelle de la Croix, qui dépend de l'ashram.

L'Eucharistie est célébrée de deux manières différentes. La première est la Qurbana (ܩܘܪܒܢܐ ܩܕܝܫܐ), la célébration selon le site de l'Église syro-malankare. Elle n'est utilisée que le dimanche et pour les solennités, dure plus de deux heures et contient en particulier une grande richesse de lectures. On y lit en effet, en syriaque, quatre lectures tirées de l'Ancien Testament, avec systématiquement une lecture issue du Pentateuque, une des livres historiques, une des Prophètes, enfin une des livres sapientiaux, et trois lectures tirées du Nouveau Testament, la première des Actes des Apôtres ou de l'Apocalypse, la seconde des épîtres de Paul, et la troisième des Évangiles. Aux débuts de l'ashram cette forme était systématiquement utilisée. Après le Concile Vatican II, une simplification est mise en place pour les autres jours : c'est la Bharatiya Puja, dite « messe indienne », célébrée en malayalam, intégrant des éléments de culture indienne, notamment le feu, l'encens, les fleurs.
En ce qui concerne la Liturgie des Heures, les deux fondateurs utilisaient volontiers le bréviaire syriaque nommé S’himo. Mais Francis Acharya et Bede Griffiths étant les seuls à connaître cette langue, une traduction littérale est rédigée par le premier dès 1959, et publiée en 1965. Une version plus littéraire et utilisable telle quelle pour la liturgie est retravaillée ensuite sous le nom Prayer with the Harp of the Spirit, the prayer of Asian Churches. Le but de ces efforts linguistiques est d'arriver à recréer une liturgie monastique propre à l'église syro-malankare, liturgie qui avait disparu avec les autodafés des autorités portugaises d'occupation au XVIe siècle, notamment au Synode de Diamper en 1599. De longues recherches permettent au père Francis de retrouver à Mossoul les sept volumes du Fenqith, recueil de prières et d'hymnes traditionnel des moines syriaques, et, au fil des années, d'en proposer une traduction constituant en quatre volumes et trois mille pages de bréviaire. À cette base liturgique, le père Francis ajoute ensuite des éléments tirés des livres sacrés de la culture indienne, par exemple les Upanishads.
Le Vendredi saint est particulièrement important dans la liturgie du monastère, à cause du pèlerinage qui vient au calvaire tout proche et qui est extrêmement populaire.
Selon Robert Francis Taft (en), prêtre jésuite américain, archimandrite de l'Église grecque-catholique russe, l'expérience liturgique de Kurisumala est « indubitablement une des expériences monastiques les plus radicales et les plus éclairées de notre temps ».

### Liste des abbés
Le responsable de la communauté depuis sa création, Francis Mahieu, devient en 1998 abbé de fait.
| Nom                                   | Début abbatiat | Fin abbatiat    |
| ------------------------------------- | -------------- | --------------- |
| Francis Acharya (Jean Richard Mahieu) | 9 juillet 1998 | 31 janvier 2002 |
| Yesudas Thelliyil                     | 2002           | 2014            |
| Ishananda Machiyanickal               | 2014           | 2018.           |
| Sevanand Ennamprayil                  | 7 mai 2018     | -,              |